# Ґміна Ріпне
Ґміна Ріпне — об'єднана сільська ґміна Долинського повіту Станіславського воєводства Польської республіки в 1934–1939 рр. Центром ґміни було село Ріпне.
Ґміну Ріпне було утворено 1 серпня 1934 р. у межах адміністративної реформи в ІІ Речі Посполитій із тогочасних сільських ґмін: Дуба, Дубшари, Князівське, Лецівка, Ріпне і Цінева.
17 січня 1940 року ґміна була ліквідована, а територія увійшла до новоствореного Рожнятівського району. 